# Dinagat Islands
Dinagat Islands is een provincie in het zuidoosten van de Filipijnen. De provincie omvat het eiland Dinagat en enkele kleinere eilandjes daaromheen, ten noorden van de noordoostkust van Mindanao, en maakt deel uit van regio XIII (Caraga). De hoofdstad van de provincie is de gemeente San Jose. Dinagat Islands heeft een oppervlakte van 1036,34 km² en telde bij de census van 2015 ruim 127 duizend inwoners.
In het zuiden grenst de provincie aan Surigao del Norte. In het westen vormt de Straat Surigao de scheiding met de provincie Southern Leyte en oosten ligt de Filipijnenzee.

## Geschiedenis
De afscheiding van zeven gemeenten van Surigao del Norte om de provincie Dinagat Islands te vormen werd middels een volksraadpleging goedgekeurd op 2 december 2006. Ruim drie jaar later, werd dit echter weer teruggedraaid door een beslissing van het Filipijns hooggerechtshof op 11 februari 2010, omdat de nieuwe provincie niet voldeed aan de minimale oppervlakte- en bevolkingseisen die de wet daaraan stelt.

## Geografie

### Bestuurlijke indeling
Dinagat Islands bestond uit zeven gemeenten.
| - Basilisa - Cagdianao - Dinagat - Libjo - Loreto - San Jose - Tubajon |

Deze gemeenten waren weer verder onderverdeeld in 100 barangays.

## Demografie
Dinagat Islands had bij de census van 2015 een inwoneraantal van 127.152 mensen. Dit waren 349 mensen (0,3%) meer dan bij de vorige census van 2010. Ten opzichte van de census van 2000 was het aantal inwoners gegroeid met 20.201 mensen (18,9%). De gemiddelde jaarlijkse groei in die periode kwam daarmee uit op 0,05%, hetgeen lager was dan het landelijk jaarlijks gemiddelde over deze periode (1,72%).
De bevolkingsdichtheid van Dinagat Islands was ten tijde van de laatste census, met 127.152 inwoners op 1036,34 km², 122,7 mensen per km².